# Karl Kanga
Carl Axel Bengtsson, även känd under artistnamnet Karl Kanga, född 21 juli 1962, är en svensk kompositör, textförfattare, sångare, musiker (gitarr) och skivbolagsdirektör. Han blev uppmärksammad som glamrockare i slutet av 1980-talet, med vissa influenser från Billy Idol, vilket ibland påpekades av kritiker. Under 1990-talet var han med som sångare i bluesrockgruppen The Hardliners, som gav ut ett album, "The Hardliners Have Arrived" 1993, men inte nådde några större kommersiella framgångar.

## Diskografi (urval)
- 1987 – Hips For Sale
- 1989 – Fuel Injected Dreams